# Тавър
Вижте пояснителната страница за други значения на Тавър.
Тавър, известна още и като Торос или Таурос (на арменски: Տավրոսի լեռնաշղթա, на старогръцки: Όρη Ταύρου; на турски: Toros Dağları, на арабски: جبال طوروس) е планинска система в южната част на Турция, простираща се от запад на изток на протежение около 1000 km, покрай северните брегове на Средиземно море, като планината ограничава от юг Анатолийското плато. Тавър е общо наименование за няколко съседни хребети, разделяни от дълбоки разломи, долини, а на запад – и от езера.

## Етимология
Същински или Централен Тавър (на турски: Toros Dağları, е познат още и като Bolkar Dağları или Ala Dağ) и включва високите над 3000 m масиви на Българската планина и Антитавър. Топонимната етимология на Тавър е тюркска трансформация от латински и значи теле (телец) или бик на български. Водеща е хипотезата, че масивът вероятно е получил името си от съзвездието Телец, но има и етимологична връзка с древногръцкия мит за претворението на Зевс в бял бик (сакралното животно, принасяно в жертвоприношение по време на римски триумф), който е преминал в Европа. Старобългарското название на планинската верига е „Тавръ“, което също идва опосредствено през латински от старогръцки. На древногръцката митология са познати митологични животни с корен (от) Тавър – Кентавър, Минотавър.

## География
Планинската верига се простира като изпъкнала дъга от езерото Егирдир на запад, до изворите на река Джейхан на изток. Най-високият връх Демирказик в централната част е с надморска височина 3756 m. Последните измервания от Космоса обаче сочат като най-висока точка на масива връх Кизилкая с 3767 m. Варовиците, които изграждат хребетите на запад, са ерозирали в красиви карстови форми ландшафти. Тук се намират и едни от най-големите пещери в Азия. В централните части редица върхове се издигат над 3000 m, като релефът има алпийски облик и следи от древни заледявания. Планинската система е сформирана по време на Алпийската орогенеза и е изградена предимно от варовикови скали, а в осовата си част – кристалинни шисти и други метаморфни скали.

## Състав
Няма единно становище за началото и края на Тавър. Според по-широкото разбиране това е цялата верига от хребети която започва от Бейдаглар в Ликия през Писидия до Джило с едноименния връх в Кюрдистан. Според класическото разбиране, планинската верига се ограничава от хребета над езерото Егирдир на запад до хребета Антитавър на изток и евентуалното му продължение на североизток – успоредните хребети на Акдаг, Таджер, и най-източния Тахтал които го свързват с Понтийските планини, ограничавайки Анадолското плато от изток-североизток – откъм Арменското плато. 

## Климат и развлечения
Средиземноморският субтропичен климат по крайбрежните склонове на Тавър се характеризира с горещо и безоблачно лято и дъждовна зима. Общият годишен размер на валежите варира от 800 до 1300 mm по външните средиземноморски склонове и до 500 – 900 mm по вътрешните откъм платото.
Освен с алпинизъм и скално катерене, планината привлича много туристи и с двата си ски курорта Давраз и Сакликент (на 40 km от Анталия в Западен Тавър).

## Вериги
Разграничават се Западен, Централен и Източен Тавър. Въпреки различията за границите и обхвата на планинската верига, класическото разбиране приема за Централен Тавър масива на Болгардаг или Българската планина, между която и Антитавър по долината на река Сейхан е минавал от древността пътят за Леванта и Ориента от Европа. Оттук е не само класическият, а и най-прекият път за Сирия и Близкия Изток. Вероятно по тази причина и в този район са заселени от византийските власти анатолийските българи, за да пазят стратегическия проход от югоизток – откъм Киликия с низината Чукурова. В продължение на хилядолетия керваните между вътрешността на Мала Азия (Анатолийското плато) и брега на Средиземно море при Киликия са се придвижвали през прохода между Българската планина и Антитавър, като Турция предвижда да прокара и автомагистрала през масива (виж Автомагистрали в Турция), редом до шосето и жп линията.

### Западен Тавър
Западен Тавър е най-дълъг и се простира от северозапад на югоизток – от езерото Егирдир до долината на река Гьоксу. Той разделен от дълбоки долини със скалисти каньони на отделни масиви – Дедегьол (2980 m), Бозбурун (2504 m), Шейтан (2403 m), Хайдар (2647 m), Ташели (2257 m). Между хребетите му в северната му част се намират групи от езера Бейшехир, Сугла и др., които дават на тази област името „земята на езерата“. Западен Тавър е обрасал с иглолистни, предимно борови гори. В близост до Анадолското плато теренът става полупустинен. Нагоре по склоновете растат самотни борове, хвойна, барбарис. В по-сухите райони са широко разпространени акантолимони – малки бодливи растения с разнообразни форми като възглавница, както и други ксерофити.

### Централен Тавър
Централен Тавър се простира от югозапад на североизток между долините на реките Гьоксу и Сейхан. Той има най-алпийски вид поради по-голямата си надморска височина. Към него спадат хребетите Болкар (Българска планина, 3585 m) на югозапад и Аладаглар (връх Демирказик 3756 m) на североизток. На височина около 2000 m планинските склонове на Централен Тавър се покрити с обширни борови гори, като се среща и ела, лиственица и няколко вида хвойна. В по-високите си части планинските склонове на планината са чудесни високопланински ливади, подходящи са пасбища, а по-сухите северни райони са полупустинни, в които се среща пелин, ксерофити и т.н.

### Източен Тавър
Източен Тавър, наричан още Антитавър е разположен между долините на реките Сейхан на запад и Джейхан на изток. Той се състои от два успоредни хребета, простиращи се от югозапад на североизток и разделени от дълбоката долина на река Гьоксу (лява съставяща на Джеййхан). Западният хребетноси названието Тахтали (3054 m), а източния – Бинбога (2830 m).
Според някои източници и географи планината Арменски Тавър е продължение на основната планинска верига и се намира на юг от река Мурат (ляв приток на Ефрат) и езерото Ван, като продължава северно от Кюрдските планини и се простира от река Ефрат на запад до границата на Турция с Иран и Ирак на изток. В най-източната част (вилает Хакяри) се намира планината с едноименния връх Джило, с върхове над 4000 m и ледници. Тук е най-високата точка на южнотурските планини – връх Джило (4168 m). Върховете ѝ са скалисти и покрити целогодишно със сняг, като това е единственият регион на Тавър (ако се приеме, че е част от планинската верига), където има ледници.